# Совіарт
Совіарт — український центр сучасного мистецтва, розташований у Києві. Претендує на звання першої мистецької недержавної організації в Україні.
Галерею було створено у 1987 році. За час свого існування «Совіарт» провів більше 200 виставок за участю понад 500 митців.
«Совіарт» є співзасновником Асоціації артгалерей України. Галерея має видавництво, яке, зокрема, друкує журнал «Галерея».